# Royal Rumble (2006)
Royal Rumble 2006 er en wrestlingmatch der sendtes som PPV(Pay-Per-View), og som fandt sted i American Airlines Arena i Miami, Florida den 29. Januar i 2006. PPV'en skulle være historiens nittende Royal Rumble.
Arrangøren af dette show var endnu engang WWE-formanden: Vince McMahon. Monday Night Raw og Friday Night Smackdown var klar til endnu et afsnit af wrestlingens store begivenhed.
Under denne PPV var der i alt syv kampe som skulle gennemføres.

## Kampe
- Finlay slår Brian Kendrick (2:07) (Single Match)

- Gregory Helms slår Kid Kash, Funaki, Jamie Noble, Nunzio og Paul London (7:40) (6 Man Battle Royal Match)
  - Gregory Helms vinder WWE Crusierweight Championship titlen

- Mickie James slår Ashley Massaro (7:44) (Single Special Referee Match: Trish Stratus)

- Boogeyman slår JBL (sammen med Jillian Hall) (1:54) (One-managing Single Match)

- Rey Mysterio vinder Royal Rumble kampen (62:02)
  - Rey Mysterio sikrer sig chancen om at blive ny World Heavyweight Champion under WrestleMania 22

- John Cena slår Edge (sammen med Lita) (14:02) (One-managing Single Match)
  - John Cena vinder WWE Championship titlen

- Kurt Angle slår Mark Henry (sammen med Daivari) (9:29) (One-Managing Single Match)
  - Kurt Angle genvinder World Heavyweight Championship titlen

## Demonstration
Formænd
- Eric Bischoff (Monday Night Raw)
- Theodore Long (Friday Night Smackdown)
- Vince McMahon (World Wrestling Entertainment)

Kommentatorer
- Jerry Lawler (Monday Night Raw)
- Jim Ross (Monday Night Raw)
- Michael Cole (Friday Night Smackdown)
- Tazz (Friday Night Smackdown)

Dommere
- Charles Robinson (Friday Night Smackdown)
- Chris Kay (Friday Night Smackdown)
- Jim Korderas (Friday Night Smackdown)
- Mickie Henson (Monday Night Raw)
- Mike Chioda (Monday Night Raw)
- Nick Patrick (Friday Night Smackdown)

Interviewere
- Josh Matthews (Monday Night Raw)
- Todd Grisham (Friday Night Smackdown)

## Rekorder
- Rey Mysterio slår Chris Benoits rekord fra 2004. Rey Mysterio holder ud i hele 62:02 minutter.
- Kane slår rekorden og er for tiende gang med i Royal Rumble kampen, men jagter stadig sejren.
- Shawn Michaels bliver for anden gang elimineret af en der ikke er en del af Royal Rumble kampen.
- For anden gang vinder nogen fra spot 2.